# Volby do Státního shromáždění Republiky Slovinsko 2004
Volby do Státního shromáždění Republiky Slovinsko se konaly 3. října 2004. Volební účast byla 60,49 %. Voleno bylo 88 poslanců z 90, zbylí dva byli delegáti národnostních menšin.

## Volební výsledky
| Politický subjekt                          | Počet hlasů | Procenta | Mandáty |
| ------------------------------------------ | ----------- | -------- | ------- |
| Slovenska demokratska stranka              | 281 710     | 29,08 %  | 29      |
| Liberalna demokracija Slovenije            | 220 848     | 22,8 %   | 23      |
| Sdružena lista socialnih demokratov        | 98 527      | 10,17 %  | 10      |
| Nova Slovenija – krščanska ljudska stranka | 88 073      | 9,09 %   | 9       |
| Slovenska ljudska stranka                  | 66 032      | 6,82 %   | 7       |
| Slovenska nacionalna stranka               | 60 750      | 6,27 %   | 6       |
| Demokratična stranka upokojencev Slovenije | 39 150      | 4,04 %   | 4       |